# بين هوروويتز
بين هوروويتز (بالإنجليزية: Ben Horowitz)‏ هو مهندس وشخصية أعمال أمريكي، ولد في 13 يونيو 1966 في لندن في المملكة المتحدة.